# Георги Пулевски
Георги М. Пулевски (на македонска литературна норма: Ѓорѓи Пулевски или Ѓорѓија Пулевски) е български революционер и публицист от Македония, ранен македонист, един от първите поддръжници на идеята за отделна македонска нация и македонски език.

## Биография
Георги Пулевски е роден през 1817 година в реканската паланка Галичник, тогава в Османската империя. По професия е майстор строител и пътува често до съседните балкански земи. Според народни предания в Голо Бърдо Пулевски се занимавал и с хайдутство и обири. През 1862 година се записва в сформираната в Белград от Георги Раковски Българска легия, а след разпускането ѝ продължава да взима участие в революционната антиосманска дейност.
В края на 60-те години и началото на 70-те на XIX век Георги Пулевски попада в сферата на интересите на сръбската пропаганда в Македония, спонсориран е от сръбските власти и издава два тома речници, – „Речник от четири йезика. I, Српско-Албански, II Арбански-Арнаутски. III Турски. IV Гръцки. Скроена и написана от Джорджа М. Пулевски, архитекта у Галичник окружие дибранско 1872 година. I част. Београд, штампария Н. Стефановича и дружине. 1873.“ и „Речник от три йезика с македонски, арбански и турски, книга II. Написао Джордже М. Пульевски, Мияк галички. У Београду у Државной щампарии Таб олумпиш. 1875.“, в който родният му галички диалект, смесен със сърбизми, се използва за основа на така наречения от него „македонски език“.

През 1876 година Пулевски участва в Сръбско-турската война в четата на Ильо войвода, а след това и в Руско-турската война от 1877 година. Заедно с войводите Ильо Марков, Григор Огненов, Георги Антонов Суранджиев и Димитър Трифонов, Георги Пулевски е войвода на българска доброволческа чета. В състава им нерядко са четници произхождащи от Македония. Първо действа срещу башибозук и редовна армия в Троянския балкан, а после и в сраженията при връх Шипка. Пулевски е и сред освободителите на Кюстендил.
След войната Георги Пулевски остава да живее в новоосвободена България. След решенията на Берлинския конгрес участва в Кресненско-Разложкото въстание.
| Чета №5 на Георгия Пулевский, Падеж, 20 март 1879 | Чета №5 на Георгия Пулевский, Падеж, 20 март 1879 | Чета №5 на Георгия Пулевский, Падеж, 20 март 1879 | Чета №5 на Георгия Пулевский, Падеж, 20 март 1879 | Чета №5 на Георгия Пулевский, Падеж, 20 март 1879 |
| Чин                                               | Номер                                             | Име                                               | Околия                                            | Селище                                            |
| ------------------------------------------------- | ------------------------------------------------- | ------------------------------------------------- | ------------------------------------------------- | ------------------------------------------------- |
| войвода                                           | 1.                                                | Георгий Пулевский                                 | Дебър                                             | Галичник                                          |
| четник                                            | 2.                                                | Коста Георгиев                                    | Охридско                                          | Белица                                            |
| водник                                            | 3.                                                | Антон Митрев                                      | Призрен                                           |                                                   |
| десетар                                           | 4.                                                | Пасхал Ангелов                                    | Битол                                             | Крушево                                           |
|                                                   | 5.                                                | Тодор Колачев                                     | Подринско                                         | Лозница                                           |
|                                                   | 6.                                                | Трайко Зафиров                                    | Скопия                                            |                                                   |
|                                                   | 7.                                                | Иван Стоянов                                      | Габрово                                           |                                                   |
|                                                   | 8.                                                | Никола Василов                                    | Едренско                                          |                                                   |
|                                                   | 9.                                                | Дончо Димитров                                    | Берковица                                         |                                                   |
|                                                   | 10.                                               | Стоян Димитров                                    | Мустафа пашя                                      |                                                   |
|                                                   | 11.                                               | Димо Трайков                                      | Гостивар                                          | Чайли                                             |
|                                                   | 12.                                               | Стоян Георгиев                                    | София                                             |                                                   |
|                                                   | 13.                                               | Димитрий Кусманов                                 | Кичево                                            | Ябел                                              |
|                                                   | 14.                                               | Милан Гавриилов                                   | Белград                                           |                                                   |
| десетар                                           | 15.                                               | Трайко Георгиев                                   | Куманово                                          |                                                   |
|                                                   | 16.                                               | Яне Кръстов                                       | Кичево                                            | Сърбяни                                           |
|                                                   | 17.                                               | Стоян Мирчев                                      | Прилеп                                            |                                                   |
|                                                   | 18.                                               | Димитрий Ангелов                                  | Охрид                                             | Връбяни                                           |
|                                                   | 19.                                               | Младен Илиев                                      | Радомир                                           |                                                   |
|                                                   | 20.                                               | Михаил Тодоров                                    | София                                             |                                                   |
|                                                   | 21.                                               | Стефано Сочев                                     | Севлиево                                          |                                                   |
|                                                   | 22.                                               | Христо Атанасов                                   | Струмица                                          |                                                   |
|                                                   | 23.                                               | Христо Стоянович                                  | Прилеп                                            | Кривогащани                                       |
|                                                   | 24.                                               | Иван Добрев                                       | Татар Пазарджик                                   | Поибрани                                          |
|                                                   | 25.                                               | Захарий Марков                                    | Разлог                                            |                                                   |
|                                                   | 26.                                               | Георгий Анастасов                                 | Солун                                             |                                                   |
|                                                   | 27.                                               | Нестор Йосифов                                    | Дебър                                             | Галичник                                          |
|                                                   | 28.                                               | Никола Петрушев                                   | Велес                                             |                                                   |
|                                                   | 29.                                               | Стефан Димитров                                   | Мустафа паша                                      |                                                   |
|                                                   | 30.                                               | Танас Георгиев                                    | Елена                                             |                                                   |
|                                                   | 31.                                               | Георгий Димитров                                  | Мустафа пашя                                      |                                                   |
|                                                   | 32.                                               | Алексий Пенчов                                    | Дебър                                             | Беличица                                          |
|                                                   | 33.                                               | Константин Антонов                                | Кочани                                            | Величково                                         |
|                                                   | 34.                                               | Петър Димитров                                    | Панагюрища                                        |                                                   |
|                                                   | 35.                                               | Васил Стоянов                                     | Панагюрища                                        |                                                   |
|                                                   | 36.                                               | Тасе Димов                                        | Прилеп                                            | Галичани                                          |
|                                                   | 37.                                               | Стойко Делисомев                                  | Кичево                                            | Челопеци                                          |
|                                                   | 38.                                               | Христо Гогиев                                     | Тиквеш                                            | Кафадарци                                         |
|                                                   | 39.                                               | Иван Георгиев                                     | Серез                                             |                                                   |
|                                                   | 40.                                               | Ставре Павлев                                     | Ресен                                             |                                                   |
|                                                   | 41.                                               | Георгий Илиев                                     | Битол                                             | Илино                                             |
|                                                   | 42.                                               | Никола Стоянов                                    | Австрия                                           |                                                   |
|                                                   | 43.                                               | Симон Трифунов                                    | Дебър                                             | Стрезимир                                         |
|                                                   | 44.                                               | Стефан Трифунов                                   | Дебър                                             | Стрезимир                                         |
|                                                   | 45.                                               | Вачо Ватьов                                       | Ловеч                                             |                                                   |
|                                                   | 46.                                               | Стефан Николов                                    | Плевен                                            |                                                   |
|                                                   | 47.                                               | Тодор Молов                                       | Гостивар                                          |                                                   |
|                                                   | 48.                                               | Спасе                                             | Янковец                                           |                                                   |
|                                                   | 49.                                               | Герасим Митров                                    | Скопия                                            |                                                   |
|                                                   | 50.                                               | Спиро Мицев                                       | Дебър                                             | Сушица                                            |
|                                                   | 51.                                               | Киро Димитриев                                    | Прилеп                                            |                                                   |
|                                                   | 52.                                               | Георгий Яковчев                                   | Битол                                             | Илино                                             |
|                                                   | 53.                                               | Стефан Атанасов                                   | Дебър                                             | Река                                              |
|                                                   | 54.                                               | Паунчо Божинов                                    | Видин                                             | Протопоповци                                      |
|                                                   | 55.                                               | Петър Константинов                                | Сяр                                               | Баница                                            |
|                                                   | 56.                                               | Стоян Чавеовски                                   | Дебър                                             | Росоки                                            |
|                                                   | 57.                                               | Косто Георгиев                                    | Охрид                                             | Белица                                            |
|                                                   | 58.                                               | Христо Харизанов                                  | Кукуш                                             | Петрево                                           |
|                                                   | 59.                                               | Евтим Николов                                     | Малашево                                          | Берово                                            |
|                                                   | 60.                                               | Григор Кръстов                                    | Кукуш                                             |                                                   |
|                                                   | 61.                                               | Георгий Петрев                                    | Щип                                               |                                                   |
|                                                   | 62.                                               | Кольо Булашков                                    | Кукуш                                             | Смоковица                                         |
|                                                   | 63.                                               | Матей Томов                                       | Призрен                                           |                                                   |

| Особена чета, отишла в Турско, Падеж, 20 март 1879 | Особена чета, отишла в Турско, Падеж, 20 март 1879 | Особена чета, отишла в Турско, Падеж, 20 март 1879 | Особена чета, отишла в Турско, Падеж, 20 март 1879 | Особена чета, отишла в Турско, Падеж, 20 март 1879 |
| Чин                                                | Номер                                              | Име                                                | Околия                                             | Селище                                             |
| -------------------------------------------------- | -------------------------------------------------- | -------------------------------------------------- | -------------------------------------------------- | -------------------------------------------------- |
|                                                    | 1.                                                 | поп Христо Танев                                   | Пазарско                                           | Волганци                                           |
|                                                    | 2.                                                 | Иван Митрев                                        | Кукуш                                              | Смоквица                                           |
|                                                    | 3.                                                 | Тодор Гайдов                                       | Кукуш                                              | Смоквица                                           |
|                                                    | 4.                                                 | Митре Петков                                       | Кукуш                                              | Босмица                                            |
|                                                    | 5.                                                 | Димитрий Таньов                                    | Солун                                              |                                                    |
|                                                    | 6.                                                 | Димитрий Андонов                                   | Серез                                              |                                                    |
|                                                    | 7.                                                 | Димо Теодоров                                      | Стамболско                                         |                                                    |
|                                                    | 8.                                                 | Никола Митров                                      | Осман пазар                                        |                                                    |
|                                                    | 9.                                                 | Иван Стойчев                                       | Скопие – циганска махала                           |                                                    |

В края на 1878 година издава в София поемата „Самовила Македонска“. Следващата година издава и два тома „Македонска песнопойка“ в два тома в Белград, като включва няколко собствени поеми и народни песни. С указ на княз Александър I от края на 1879 г. му е отпусната 80 франка финансова помощ от държавния бюджет за „поддържане на литературни дейности“. В 1880 година Георги Пулевски издава „Слогница речовска на славяно-македонското население“ с финансовата помощ на Угрин Джиков, а през 1892 година завършва „Славяно-македонска обща история“, голям ръкопис с повече от 1700 страници. От 1882 г. до края на живота си той получава поборническа пенсия, гласувана от Народното събрание. Заселва се в село Прогорелец, Ломско, където получава от държавата земя. След това се преселва в Кюстендил. Георги Пулевски умира в София на 13 февруари 1893 година.

## Възгледи на Пулевски по Македонския въпрос
Миje славjани коjи се наодиме од македониjа, на jужноисточни краи, jевропа од шар до доспад старославjанисме и нашиjов jазик се велид миjачки, коjе значи чист разговор.
Народ се вељид, људи који се од еден род и који зборувајед еднаков збор, и који, живувајед и кои се другарад еден, со, други, и који, имајед, једнакви, обичаји и песни и весеља, тије људите ји викајед народ а место, во које живувад, народ, се вељид отечество, од тои народ.
Така и Македонциве се народ и местово њивно је Македонија.
В Северна Македония личността на Георги Пулевски се свързва главно с три и четириезичните му речници, в които обособява отделен македонски език. Познат е още с първата си написана македонска история и граматика на македонския език. Подобно на по-късния си последовател Кръсте Мисирков той се смята за един от основоположниците на македонизма. Същевременно съществуват доста противоречия в неговия житейски път, където македонистките му възгледи се редуват с пробългарски прояви.
Например в своята последната граматика Язичница. Содержающая староболгарски язик, а уредена ем исправена, да се учат болгарски и македонски синове и керки той приема македонското наречие за български диалект. Премълчават се фактите, че съвременниците на Георги Пулевски, както българи така и чужденци, многократно го определят за българин. В два документа запазени в архивите на сръбското министерство на вътрешните работи се потвърждава българската националност на Пулевски. В единия от тях, носещ датата 14 март 1880 година, по повод на кражба на документи на Пулевски станала в Сърбия, за което той подава жалба в полицията се посочва, че се работи по: „…жалба на Георге Пулевски, от Галичник, България…“. В другия документ, министърът на вътрешните работи на Сърбия, желае в най-скоро време да научи какво е направено по жалбата на Пулевски от: „…Дебър, България…“. В свидетелството за отличаването на Пулевски за участието му в Руско-Турската война, от 4 декември 1878 година, издадено от Руската армия, се отбелязва, че:
| „ | „…щабът на сухопътните сили на действащата армия, издава това свидетелство на българина Георгия Пулевски…“ | “ |

Руският дипломатически агент и генерален консул Михаил Хитрово, дългогодишен приятел на Пулевски, пише в едно свидетелство:
| „ | ...С това потвърждавам, че българинът Георги Пулевски, както на мене добре ми е познато... | “ |

Генерал-майор Николай Романович Овсяний си спомня:
| „ | ...Покрай българското опълчение, във войната от 1877 – 1878 година, взеха участие и чети от български доброволци... По-късно, г-н Хитрово лично отиде в Белград и Букурещ, където в това време се намираха главните войводи на хайдутските български чети... Войводи на четите бяха Илья Марков, Дмитрий Трифонов, Георгий Пулевский и Георгий Огнянов с Иванчо Роби... Градът (Кюстендил) бе завзет с борба, при която българските чети защитиха околните български селища от башибозуците... | “ |

Кузман Шапкарев, в статия си за вестник „Марица“ пише:
| „ | Аз знам тука един македонски българин от Дебърското село Галичник, който има много материал, събран от дебърските български села... | “ |

Самият Георги Пулевски в молба за поборническа пенсия до Народното събрание на Княжество България от 1882 година изразява своето съжаление за неосъщественото обединение на Македония с Княжеството:
| „ | ...Господа! Народни представители! Състоянието на бедност ме принуди да представям моите свидетелства, че съм участвал като войвода в Руско-турската война, за освобождението на нашата татковина, но за нещастие нашата земя остана неосвободена и несъединена... | “ |

В „Самовила македонска“ той също жали за неосъщественото обединение на Македония с Княжеството и провалилият се Санстефански договор и разделянето на македонците от техните еднородни братя българи:
| „ | "...На хиляда осумстотини седумдесет и осмо лето; Тога Руси повладае све Отоманство, И полостров одсвоже, та Цариград обколие, В свети Стефан се сместие и се сложие. Турчин даде свит слобода, а потвърди свободител. На княжество сви Българи, да си владаетъ. Македонци Бога молие, поживи ни избавителя. Дай му Боже много летно действие. Оту нас ни ослободи, в кралевину македонску. Да се съединимъ с еднородних наедно. А Енглиска учини пречка, крена глава обяви бой. Та никому не препятсвува, токмо само нам. Через назе да ни разделит, од наших бракя Българи..." | “ |